# Ancyluris molesta
Ancyluris molesta är en fjärilsart som beskrevs av Hans Ferdinand Emil Julius Stichel 1929. Ancyluris molesta ingår i släktet Ancyluris och familjen Riodinidae. Inga underarter finns listade i Catalogue of Life.